# Marc de Smidt
Marc de Smidt (1941 - Utrecht, 5 oktober 1992) was een Nederlands sociaal geograaf en hoogleraar economische geografie aan de Universiteit Utrecht.

## Loopbaan
Marc de Smidt begon zijn studie sociale geografie in Utrecht in 1959 en combineerde in zijn opleiding industriële geografie, economie en planologie. Direct na zijn doctoraalexamen (cum laude) werd hij benoemd tot wetenschappelijk medewerker bij het Geografisch Instituut van de Universiteit Utrecht. In 1975 promoveerde hij op een studie naar de relatie tussen arbeidsmarkt en bedrijfsstructuur in de Drechtstreek en het Noord-Merwedegebied. Kort daarna volgde zijn benoeming tot hoogleraar aan de Universiteit Utrecht. Zijn leeropdracht was economische geografie en regionaal-economische planning.
Geheel in lijn met de traditie in de Utrechtse sociale geografie besteedde De Smidt veel aandacht aan de ontwikkeling van het toegepaste onderzoek. Hij vond dat de sociale geografie een bijdrage moest leveren aan het oplossen van maatschappelijke vraagstukken. Met contractonderzoek opende hij nieuwe mogelijkheden voor afgestudeerde sociaal geografen op de arbeidsmarkt. In 1984 was hij mede-oprichter van de Stichting voor Toegepast Geografisch Onderzoek (STOGO). Doel van de stichting was de toen ongunstige arbeidsmarktpositie van ruimtelijke wetenschappers te verbeteren. Afgestudeerde sociaal geografen konden er praktijkervaring opdoen.
Hij bekleedde een groot aantal bestuurlijke functies zowel binnen als buiten de universitaire wereld. Hij was onder meer bestuurslid en voorzitter van het KNAG (Koninklijk Nederlands Aardrijkskundig Genootschap), lid van de Sociaal-Wetenschappelijke Raad van de KNAW en lid van de Commission on Industrial Systems van de International Geographical Union. Voor de periode 1990-91 bezette hij de Niederlande leerstoel van de Universiteit van Münster.
In 1994 stelde STOGO de Marc de Smidt-scriptieprijs in, uit te reiken voor de beste planologische, sociaal- of economisch-geografische scriptie.

## Wetenschappelijk werk
Voor Marc de Smidt moet de sociale geografie ‘vooral nuttige bijdragen leveren aan de samenleving, op onderwerpen die er werkelijk toe deden’. Het is ‘vooral de ontwikkeling van de samenleving geweest die zijn onderwerpskeuze dicteerde: van het binnenkomen en inpassen van de buitenlandse werknemers en de structurele aanpassingen op de arbeidsmarkt, tot de groei van de kantoren – en vastgoedsector, de transnationale onderneming, de betekenis van de opkomst van de telematica en een verschijnsel als teleshopping’

### Samenhang regionaal-economische beleid en ruimtelijke ordening
Arbeidsmarktvraagstukken vormen een belangrijk onderzoeksonderwerp voor De Smidt. In zijn proefschrift stond de relatie tussen arbeidsmarkt en de bedrijfsstructuur in een bepaald gebied centraal. De studie was een deel van een veel groter onderzoek naar de effecten van veranderende bedrijfsstructuren niet alleen op de arbeidsmarkt maar ook op de pendel- en migratiestromen.
In de periode 1970-1980 kreeg het Geografisch Instituut van de Utrechtse universiteit een reeks van opdrachten van de Rijksplanologische Dienst. Het onderzoek betrof de samenhang tussen het regionaal-economische beleid en de ruimtelijke ordening in de Randstad. Bij dit contractonderzoek werden ook veel studenten betrokken. Met een aantal collega's werd het suburbanisatieproces in het Middengebied van de Randstad onderzocht. De omvang van dit onderzoek was voor die jaren indrukwekkend. Men ondervroeg 120 gemeenten, 15.000 huishoudens en 1600 bedrijven en overheidsinstanties. De integrale benadering van de samenhang tussen de regionale economische functies was typerend voor de veelzijdigheid van De Smidts geografische belangstelling.
Veel van zijn onderzoek betrof onderwerpen die op het snijvlak van economische geografie en ruimtelijke ordening lagen. Hij hekelde het ontbreken van een langetermijnvisie bij beleidsmakers en hield in 1979 een pleidooi voor het invoeren van een indicatieve planning. Dat zou bedrijven en huishoudens in een gebied meer betrekken bij het planningsproces.

### Ruimtelijk gedrag van de kantorensector
De sterke groei van de kantorensector in de jaren 70 en 80 vormde eveneens een interessant studie-object voor De Smidt. Aanvankelijk ging het vooral om de analyse van de locatiekeuze van kantoren in Nederland, later kregen ook internationale dimensies van de dienstensector aandacht. In 1977 gaf de Rijksplanologische Dienst opdracht tot een verkenning van het ruimtelijk gedrag van de kantorensector op verschillende ruimtelijke schaalniveaus.
Het onderzoeksteam onder leiding van De Smidt stelde vast dat men voor de locatie van kantoren een voorkeur had voor het centrum van een stadsgewest, maar dat ruimtegebrek ook leidde tot bouwen aan de periferie van het centrum. Dit leidde volgens het team tot ongewenste automobiliteit en De Smidt c.s. gaven al in die jaren aan dat stationslocaties voor kantorenvestiging de voorkeur verdienden. Daarnaast vond De Smidt dat er een internationaal wervend vestigingsmilieu gecreëerd moest worden voor hoogwaardige kantooractiviteiten.

### Ruimtelijke effecten van informatietechnologie
De opkomst van de informatietechnologie en de effecten daarvan op- bedrijven en organisaties was in de jaren 80 een favoriet onderwerp van onderzoek. Een reeks van publicaties over de ruimtelijke effecten van (informatie)technologie en telematica was het gevolg.
De Smidt richtte zijn aandacht niet alleen op economisch geografische vraagstukken in Nederland. Vanaf het begin van zijn wetenschappelijke carrière had hij oog voor de internationalisering van de economische activiteiten. Hij was een van de eerste economische geografen die empirisch onderzoek deden naar de invloed van buitenlandse investeringen op de locatie van economische activiteiten.

## Publicaties
De Smidt publiceerde een groot aantal artikelen en boeken over met name arbeidsmarkt, stad en verstedelijking, ruimtelijk en regionaal-economisch beleid, kantoren en industrie, economie, internationalisering. Een selectie:
- Ruimtelijke aspecten Middengebied Randstad: verslag van enkele deelonderzoeken, Onderzoek Middengebied Randstadrapport nr. 3a, Geografisch Instituut, Utrecht, 1974
- Ruimtelijk beleid in Nederland. De Wereld in stukken, Romen, Roermond, 1974, 1976 (met J.G. Borchert en G.J.J. Egbers)
- Bedrijfsstructuur en arbeidsmarkt in een ruimtelijk kader, met een toepassing op de Drechtstreek en het Noord-Merwedegebied, Rijksuniversiteit Utrecht, 1975 (dissertatie)
- Vreemdeling in de stad, Rijksuniversiteit Utrecht, 1978 (oratie)
- Ruimtelijk gedrag van de kantorensector. Een geografisch-planologische verkenning, Utrechtse geografische Studies, 14, 1979 (met W. Van Hal)
- Industrie en ruimte; de industriële ontwikkeling van Nederland in een veranderend sociaal-ruimtelijk bestel, Van Gorcum, Assen, 1979 (met A.C.M. Jansen en E. Wever)
- Rechtvaardigheid en doelmatigheid in het ruimtelijk beleid, Utrechtse Geografische Studies, 31, Utrecht, 1983 (redactie)
- Regional and local economic policy and technology, Netherlands Geographic studies, 99, Utrecht/Nijmegen, 1989 (met E.Wever)
- A profile of Dutch economic geography, Van Gorcum, Assen/Maastricht, 1984 (redactie met E. Wever)
- De Nederlandse Industrie, positie, spreiding en struktuur, Van Gorcum, Assen, 1987, (met E. Wever)
- Regional development strategies and territorial production complexes. A Dutch-USSR perspective, Nederlandse Geografische Studies, 130, 1991 (redactie met A.G. Granberg en E. Wever)
- An industrial geography of the Netherlands. An international perspective, Routledge, London/New York, 1990 (met E. Wever)
- Internationalisering en diensten. Geografie van de zakelijke en financiële diensten, Coutinho, Muiderberg, 1990 (met T. Van Rietbergen en J.A. Bosman)
- The corporate firm in a changing world economy. Case studies in the geography of enterprise, Routledge, London/New York, 1990, (redactie met E. Wever)